# لینکن پارک (نیویورک)
لینکن پارک (به انگلیسی: Lincoln Park) یک منطقهٔ مسکونی در ایالات متحده آمریکا است که در شهرستان اولستر، نیویورک واقع شده‌است. لینکن پارک ۳٫۶ کیلومتر مربع مساحت و ۲٬۳۶۶ نفر جمعیت دارد و ۵۷ متر بالاتر از سطح دریا واقع شده‌است.